# イケシオ
イケシオは、バドミントン日本代表混合ダブルスの池田信太郎（いけだ しんたろう）と潮田玲子（しおた れいこ）ペアの愛称。2012年の潮田の現役引退と共にペア解消。

## 概要
- それぞれ小学校低学年から競技としてバドミントンを始め、学生時代には同世代の上位層で活躍している。実業団入り以降は潮田が三洋電機バドミントン部[1] にて小椋久美子との女子ダブルス「オグシオ」、池田が日本ユニシスにて坂本修一などとの男子ダブルスで全日本タイトル獲得や国際大会でメダルを獲るなど、ペア結成前から日本のトップダブルス選手として活躍していた。
- 2008年の北京五輪出場後、それぞれ目標を失っていたふたりに日本バドミントン協会が混合ダブルス結成を提案[2]。2009年4月、2012年のロンドン五輪でメダル獲得を目指すべく混合ダブルスに挑戦することを発表した[3][4]。
- ともに容姿に優れているためペア結成以前からそれぞれメディア出演経験があり、オグシオペア解消の穴を埋める形でバドミントン界の広告塔としての役割も担わされている。

## 軌跡

### バドミントン選手活動
ペア結成以前
潮田玲子#バドミントン選手、池田信太郎#経歴を参照。
ペア結成後
2009年
- 4月24日にペア結成を発表。ペアの愛称も募る。
  - 6月4日、愛称をイケシオに決定したことを発表。

- 5月、男女国別対抗戦のスディルマン杯に起用され初試合。混合ダブルスの練習を始めて2週間ほどしか経っていなかったが、第一試合の対インドネシア戦で、当時の世界ランキング1位のペアにから1ゲームをとるなど善戦する。しかし同じダブルスでも男子、女子ダブルスとは動きが大きく異なる同種目での経験不足はやはり大きく、その後の国際大会では予選を突破しても本戦では一勝もあげられずにいた。
- 9月、池田が体力的問題を考慮し男子ダブルスを解消したことにより、双方ともに混合ダブルスのみに強化を集中することになった。
- 同月、国内デビュー戦となった全日本社会人大会では、海外経験がなくも混合の経験があるペアに苦戦を強いられたりものの、決勝戦では優勝筆頭候補の平田典靖（トナミ運輸）・前田美順（NEC SKY）ペアを1時間25分に及ぶ熱闘のうえファイナルで下し、初優勝を遂げた。

2010年
- 国際大会では、スーパーシリーズで成績が振るわなかったものの、1ランク下のグランプリゴールド大会であるベトナム・オープンで3位、オランダ・オープンで準優勝と結果を残した。
- 国内大会では、日本ランキングサーキット大会で優勝したが、全日本総合選手権で、2年連続平田典靖・前田美順ペアに決勝で敗れ、準優勝に終わった。

2011年
- 国際大会では、前年よりも多くの大会に参加し、デンマーク・オープンで、スーパーシリーズ初のベスト8入りを果たす。スーパーシリーズ12大会の成績によるポイント上位8組のみが出場できる、BWFスーパーシリーズファイナルズにも、8番目のポイントで出場権を獲得。予選リーグを突破しベスト4に進出した。この結果、12月22日付世界ランキングでは自己最高の8位まで上がった。
- 国内大会では、前年まで2年連続準優勝であった全日本総合選手権で初優勝した。

2012年
- 世界ランクング上位をキープし、4月に行われたオリンピック選考レース最終戦のインド・オープンでベスト8入りしたことにより、選考基準 となる5月3日付世界ランキングで11位になり、ロンドンオリンピック出場を決めた。
- 7月10日、潮田がロンドンオリンピック後のヨネックスオープンジャパンを最後に、現役を引退する意向を表明した。
- 8月3日、ロンドンオリンピック、1勝2敗で1次リーグ敗退。ベスト8入りせず。

### その他活動
- 2009年11月下旬、ペア結成以来かねてから希望していたペア独自デザインのユニフォーム製作のために、大手スポーツメーカーのアディダス・ジャパンとアドバイザリースタッフ契約を結んだ[18][注釈 1]。

## エピソード

### バドミントン
- ともに九州国際大学付属高等学校バドミントン部出身である。3学年離れているため高校生活は入れ違いだったが、潮田が小学生時代から同世代のトップレベルで活躍していたことにより、池田はジュニア時代から潮田の存在を知っていた[19]。
- 専業ペア結成で同種目の注目度が高まることを期待し、協会は新たに同種目の国内ランキングを導入することに決定した[20][21][注釈 2]。

### その他
- 潮田の所属していた三洋電機の練習場は大阪にあるため、当初は池田との共同練習のためにアパートを借りた東京との通い練習になるとみられていたが[22]、混合一本に絞ることにしてからは、練習拠点を東京に移した[23]。
- お互いの呼び方は「玲子ちゃん」「信太郎さん」[24]。
- 2009年7月に結婚した池田に、潮田はバカラのペアグラスをプレゼントした[25]。

## 主な戦績
※1回戦敗退＝1回戦、2回戦敗退＝2回戦・・・準々決勝敗退＝ベスト8、準決勝敗退＝3位または4位入賞・・と記載。なお予選から出場している大会もあるので、詳細は情報源ページを確認のこと。

### 国内
| 年度                 | 2009   | 2010   | 2011   | 2012   |
| -------------------- | ------ | ------ | ------ | ------ |
| ランキングサーキット | 不参加 | 優勝   | 不参加 | 不参加 |
| 全日本社会人選手権   | 優勝   | 不参加 | 不参加 | 不参加 |
| 全日本総合選手権     | 準優勝 | 準優勝 | 優勝   |        |

### 海外
| 年度                         | 2009       | 2010   | 2011           | 2012          |
| ---------------------------- | ---------- | ------ | -------------- | ------------- |
| マレーシアオープン           |            | 不参加 | 2回戦          | 1回戦         |
| 韓国オープン                 |            | 不参加 | 1回戦          | 2回戦         |
| ドイツ・オープン             |            | 不参加 | 準優勝         | 2回戦         |
| 全英オープン                 |            | 不参加 | 1回戦          | 1回戦         |
| オーストラリア・オープン     |            | 不参加 | 不参加         | 3位           |
| インド・オープン             |            | 不参加 | 2回戦          | ベスト8       |
| スディルマンカップ           | 団体： 7位 | ―      | 団体： ベスト8 | ―             |
| インドネシア・オープン       | 不参加     | 1回戦  | 2回戦          | 1回戦         |
| シンガポール・オープン       | 1回戦      | 1回戦  | 2回戦          | 準優勝        |
| オリンピック                 | ―          | ―      | ―              | 1次リーグ敗退 |
| 世界選手権                   | 不参加     | 不参加 | 3回戦          |               |
| 中国マスターズ               | 不参加     | 不参加 | 1回戦          |               |
| 台北オープン                 | 1回戦      | 不参加 |                |               |
| ヨネックスオープンジャパン   | 1回戦      | 1回戦  | 1回戦          |               |
| インドネシア・オープンGPG    | 不参加     | 不参加 | ベスト8        |               |
| ベトナム・オープン           | 不参加     | 3位    | 不参加         |               |
| オランダ・オープン           | 3位        | 準優勝 |                |               |
| デンマーク・オープン         | 2回戦      | 2回戦  | ベスト8        |               |
| フランス・オープン           | 1回戦      | 不参加 | 2回戦          |               |
| 香港オープン                 | 不参加     | 不参加 | 1回戦          |               |
| 中国オープン                 | 2回戦      | 不参加 | 1回戦          |               |
| 東アジア競技大会             | 1回戦      | ―      | ―              | ―             |
| アジア競技大会               | ―          | 2回戦  | ―              | ―             |
| スーパーシリーズファイナルズ | 不参加     | 不参加 | 3位            |               |

| レベル | トーナメント名                                           |
| 1      | 世界選手権、スディルマン杯、オリンピック、アジア競技大会 |
| 2      | スーパーシリーズ（SS）                                   |
| 2      | 東アジア競技大会                                         |
| 3      | グランプリゴールド（GPG）                                |
| 3      | グランプリ（GP）                                         |
| 4      | インターナショナルチャレンジ（IC）                       |
| 4      | インターナショナルシリーズ（IS）                         |
| 4      | フューチャーシリーズ（FS）                               |

## 主なメディア出演

### テレビ
- NHK-BS1 「スポーツ大陸」（2009年11月1日放送）[84]

## ノート
1. ↑  着用は国内大会の個人戦に限定されている。
2. ↑  混合ダブルス種目は日本バドミントン界においてほとんど注目されていなかったため、試合の際は各ダブルス種目のトップ選手同士を暫定的に組み合わせているだけで、国際大会への派遣も他種目のように国内ランキングに基づいて選出されるものではなかった。ゆえに、長期的に強化されているペアがいなければ他種目に比べ強化体制自体が整っていなかった。